# Laurids Skau
Laurids Skau, född den 22 maj 1817 i byn Sommersted vid Haderslev, död den 11 maj 1864, var en slesvigsk patriot och politiker. Han var bror till Peder Skau.
Skau gjorde sig som ung lantbrukare känd genom sin eldiga vältalighet på folkfesterna på Skamlingsbanken 1843–1847 samt genom den frimodighet, varmed han både muntligen och skriftligen uppträdde mot den enväldige Kristian VIII. År 1843 blev Skau sekreterare och 1846 ordförande i den slesvigska föreningen. Han var dessutom en bland stiftarna av Røddings folkhögskola i Rødding och kämpade så ivrigt mot det tyska partiet, att han 1848 måste fly till Danmark. Åren 1849–1852 var Skau folketingsman, 1851 medlem av notabelförsamlingen och 1853–1863 av den slesvigska ständerförsamlingen, där han var den danska minoritetens ledare. Åren 1854–1863 var Skau kungavald medlem av riksrådet, men spelade som sådan endast en obetydlig roll. Sedan 1852 var han amtsförvaltare i Haderslevs västra amt.